# إيجة وهاب أوغلو
إيجة وهاب أوغلو (بالتركية: Ece Vahapoğlu)‏ (ولدت في 8 مارس عام 1978 في مدينة إسطنبول) صحفية تركية، وكاتبة ومذيعة.
وكانت جدة إيجة من سراييفو وجدها من سكوبيه. وقد ولدت أمها في سراييفو. وحينما بلغت أمها السادسة من عمرها جمع جدها أطفاله (أمها وخالاتها)، وهاجر بهم إلى إسطنبول. ثم بعد ذلك عاشت والدتها دائماً في إسطنبول. وعندما أنهت تعليمها الثانوي تعرفت على والدها الذي كان من مدينة أضنة وكان يدرس بالجامعة
في إسطنبول وتزوجت به.
بدأت إيجة وهاب أوغلو حياتها التعليمية في المدرسة الإبتدائية 19 مايو في شيشلي. وتخرجت من المدرسة الثانوية المتقدمة في شيشلي. وتخرجت من الجامعة الأمريكية في روما حيث أنها تعلمت بها فن الإدارة والمعاملات في إيطاليا. وأجرت الماجستير حول " الإتحاد الأوروبي في فرنسا والعلاقات الدولية. وشاركت في برنامج قيادة النجوم الصاعدة الدولية وذلك بناءً على دعوة من وزارة الخارجية الأمريكية.
وفي عام 2001 إختارتها جمعية " jc " كأفضل صبية بتركيا في إستفتاء «النجاح الشخصي».
وأعدت إيجة وهاب أوغلو وقدمت برامج على شاشة قنوات «أيه تي في، وسي إن بي سي – أي، وسكاي تورك وسينا 5». وأجرت مقابلات صحفية وكتبت أيضاً مقالات بالعمود في العديد من الجرائد مثل «الصباح، التقويم والمساء». وكتبت أعمال خاصة بها في مجلات مثل «مجلة أكتويل ومجلة إيكوفيترين ومجلة تنمية الشباب».
وكانت إيجة وهاب أوغلو عضو مجلس الإدارة في «جمعية البحوث والتواصل الإجتماعي بين الثقافات» وبمؤسسة التعليم التركية.
و أذاعت إيجة وهاب أوغلو عدة برامج باللغة الإنجليزية واللغة الفرنسية واللغة الإيطالية وعملت بنجاح في العديد من الأنشطة الدولية. وأصبحت مدربة رياضة معتمدة تحت إشراف وزارة الشباب والرياضة. وأصبحت إيجة أيضاً نائب رئيس المشروع والمتحدث الرسمي لإتحاد الرياضة للجميع.

## كتبها
- مسارات تعلم اللغت الأجنبية (2002)
- كن ثري اليوم (2004)
- ضيوف إيجة في اللجنة الاقتصادية بأوروبا (2004)
- آخرون (2009)
- الجسم المثالي في ستون يوماً (2012)
- المطبخ المثالي في ستون يوماً (2012)

## روابط خارجية
- موقع ويب إيجة الشخصي
- بلوغ الحياة الصحية

## الوصلات الخارجية
•	معلومات لغوية عن إيجة وهاب أوغلو
•	إيجة وهاب أوغلو مذيعة سبع نجوم[وصلة مكسورة]